# Bernardvillé
Bernardvillé – miejscowość i gmina we Francji, w regionie Grand Est, w departamencie Dolny Ren.
Według danych na rok 1990 gminę zamieszkiwało 187 osób, 68 os./km².